# Silvestro Franchini
Silvestro Franchini (1987) è un ex sciatore alpino italiano.

## Biografia
Attivo in gare FIS dal dicembre del 2002, in Coppa Europa Franchini esordì il 12 dicembre 2007 a Obereggen in slalom speciale, senza completare la prova, ottenne il miglior piazzamento il 17 febbraio 2008 a Garmisch-Partenkirchen nella medesima specialità (25º) e prese per l'ultima volta il via l'11 marzo 2008 a Monginevro sempre in slalom speciale (38º). Si ritirò al termine di quella stessa stagione 2007-2008 e la sua ultima gara fu uno slalom speciale FIS disputato a Pampeago il 3 aprile, chiuso da Franchini al 20º posto; in carriera non debuttò in Coppa del Mondo né prese parte a rassegne olimpiche o iridate.
Dopo le gare di sci alpino diventa maestro di sci e guida alpina ripete alcune delle vie più famose e impegnative delle Alpi, apre una via nuova sull'inviolato pilastro est dello Kishtwar Shivling in Kashmir (Himalaya Indiano).

## Palmarès

### Campionati italiani
- 1 medaglia:
  - 1 bronzo (supercombinata nel 2008[1])